# Mazarać
Mazarać (em cirílico: Мазараћ) é uma vila da Sérvia localizada no município de Vladičin Han, pertencente ao distrito de Pčinja, na região de Južno Pomoravlje. 
Segundo censo de 2011, a população da vila era de 139 habitantes.

## Demografia
| 1948 | 1953 | 1961 | 1971 | 1981 | 1991 | 2002 | 2011 |
| ---- | ---- | ---- | ---- | ---- | ---- | ---- | ---- |
| 382  | 375  | 411  | 282  | 261  | 216  | 197  | 139  |